# UFC 41
UFC 41: Onslaught foi um evento de artes marciais mistas promovido pelo Ultimate Fighting Championship, ocorrido em 28 de fevereiro de 2003 no Boardwalk Hall em Atlantic City, New Jersey.
O evento marcou a disputa do Cinturão Peso-Pesado entre Tim Sylvia e Ricco Rodriguez, e também pela disputa para o Cinturão Peso Leve Vago entre Caol Uno e B.J. Penn.

## Resultados
Nota 1 Pelo Cinturão Peso-Pesado do UFC.

Nota 2 Pelo Cinturão Peso-Leve Vago do UFC.

Nota 3 Originalmente vitória de Serra por decisão majoritária. Uma inspeção revelou que o jurado Doc Hamilton tinha transposto sua pontuação no round final, acidentalmente marcando dez pontos para Serra em vez de dar para Thomas, que era o que pretendia. O Controle Pontuações Atlética do Estado de Nova Jersey reverteu a decisão, e o presidente do UFC Dana White foi pessoalmente reportar a mudança a Thomas e sua equipe.

### Torneio de Peso-Médio
|  | Semifinais     | Semifinais | Semifinais |          |                | Final     | Final | Final |  |
|  |                |            |            |          |                |           |       |       |  |
|  | Estados Unidos | B.J. Penn  | DU         |          |                |           |       |       |  |
|  | Estados Unidos | B.J. Penn  | DU         |          |                |           |       |       |  |
|  | Estados Unidos | Matt Serra | 3          |          |                |           |       |       |  |
|  | Estados Unidos | Matt Serra | 3          |          | Estados Unidos | B.J. Penn | ED1   |       |  |
|  |                |            |            |          | Estados Unidos | B.J. Penn | ED1   |       |  |
|  |                |            | Japão      | Caol Uno | 15:00          |           |       |       |  |
|  | Japão          | Caol Uno   | Japão      | Caol Uno | 15:00          | DU        |       |       |  |
|  | Japão          | Caol Uno   |            |          |                |           |       |       |  |
|  | Estados Unidos | Din Thomas | 3          |          |                |           |       |       |  |

1 B.J. Penn e Caol Uno tiveram um empate majoritário. (48-46, 47-48, 48-48). Não houve campeão.